# لنا نیترو
لنا نیترو (انگلیسی: Lena Nitro) (زاده ۱۶ ژوئن ۱۹۸۷) یک بازیگر پورنوگرافی اهل آلمان است.